# Розтока (Люблінське воєводство)
Розтока (пол. Roztoka) — село в Польщі, у гміні Жмудь Холмського повіту Люблінського воєводства. Населення — 167 осіб (2011).

## Історія
1564 року вперше згадується православна церква в селі.
За даними етнографічної експедиції 1869—1870 років під керівництвом Павла Чубинського, у селі здебільшого проживали греко-католики, які розмовляли українською мовою. 1872 року місцева греко-католицька парафія налічувала 500 вірян.
Село мало три вулиці, що сходились у центрі. В центрі був великий майдан, де раніше стояла церква. Ця церква була збудована у ХУІ ст.
Це була невелика дерев'яна споруда. Коли у 20-х роках поляки прийшли до влади, то церкву замкнули, дозволивши українцям молитися в ній лише три рази на рік: на Різдво, на Великдень і на Покрову. ... 8 липня 1938 року, церкву знищили. Зранку цього дня, коли розточани роз'їхались на свої поля до роботи, приїхало два самоходи з поліцейськими і польськими робітниками. Поліцейські з собаками оточили майдан, а робітники розвалили церкву. Так була знищена одна з найстаріших церков Холмщини.
Наша невелика дерев'яна хата стояла в центрі села, напроти склепу (магазину). З одного боку сусідами були Ванчуки, багатодітна сім'я, з другого — Штурми. Серед городу росла величезна груша. За городом було трошки лугу і рівчачок посередині. Очевидно, колись це була річка... Інколи бігали слухати «радіо». Ми знали, що та¬кий апарат є, але в селі його ніхто не бачив. Бігли ми через дорогу, за склеп, і прикладали вуха до круглих отворів у фундаменті. Таке «радіо» особливо голосно «грало», коли віяв вітер...
Жили в Розтоці люди глибоко віруючі. Після зруйнування церкви постало питання про місце відправи служби божої... Всі розточани залишились православними, але інколи, в неділю, дехто ходив в молитовний дім до баптистів, дехто (особливо молодь) ходили в сусіднє польське село Клєштув до костелу.
У липні-серпні 1938 року польська влада в рамках великої акції руйнування українських храмів на Холмщині і Підляшші знищила місцеву православну церкву.
У 1975—1998 роках село належало до Холмського воєводства.

## Населення
Демографічна структура станом на 31 березня 2011 року:
|          | Загалом | Допрацездатний вік | Працездатний вік | Постпрацездатний вік |
| -------- | ------- | ------------------ | ---------------- | -------------------- |
| Чоловіки | 85      | 17                 | 56               | 12                   |
| Жінки    | 82      | 18                 | 41               | 23                   |
| Разом    | 167     | 35                 | 97               | 35                   |